# Saxo Grammaticus

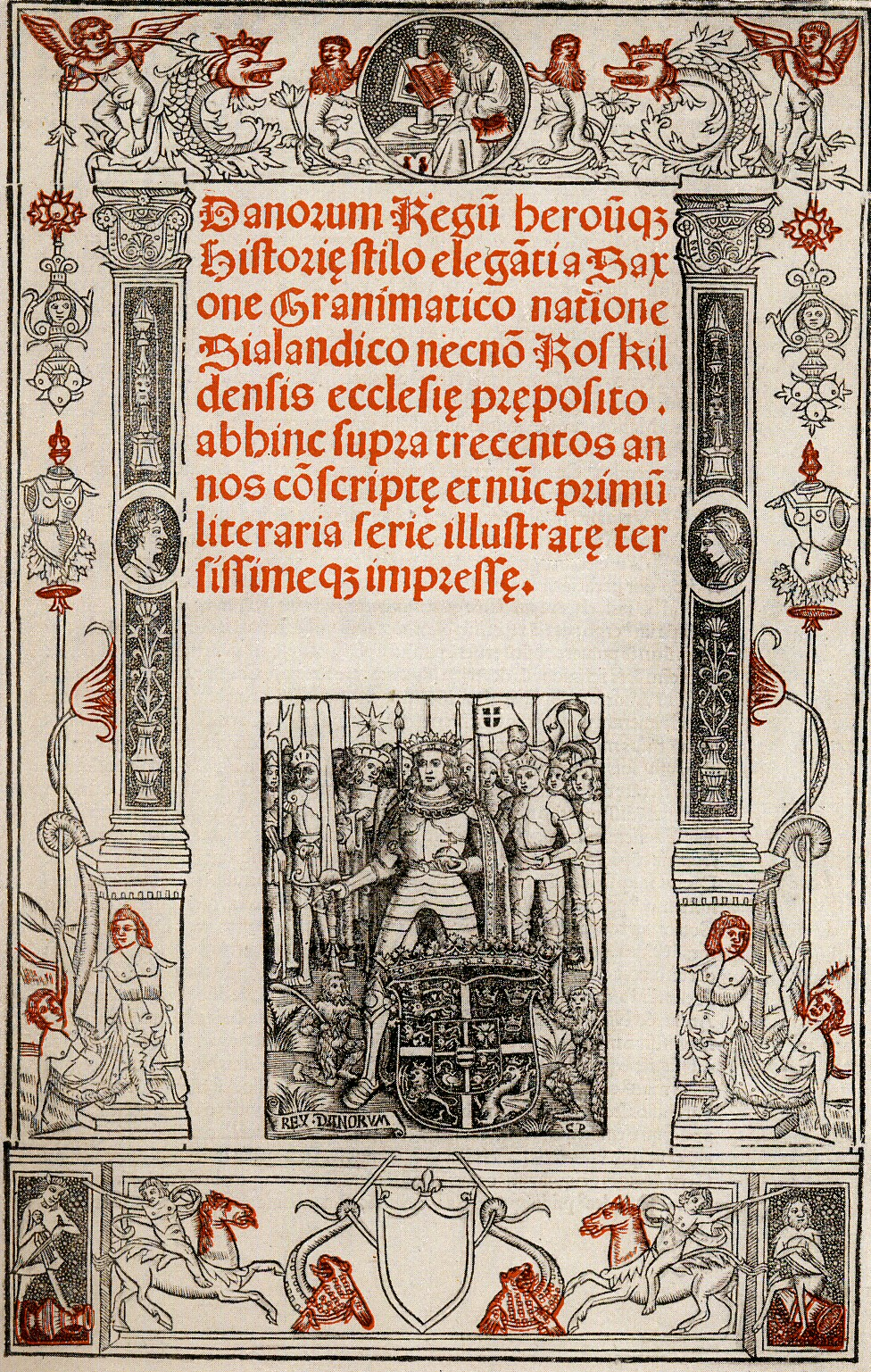
Dzieło Saxo Grammaticusa – Gesta Danorum

Saxo Grammaticus, Saxo Gramatyk (także: Saxo cognomine Longus, ur. ok. 1140/50 – zm. 1220/30) – duński średniowieczny historyk i kronikarz. Saxo był również sekretarzem biskupa Absalona.

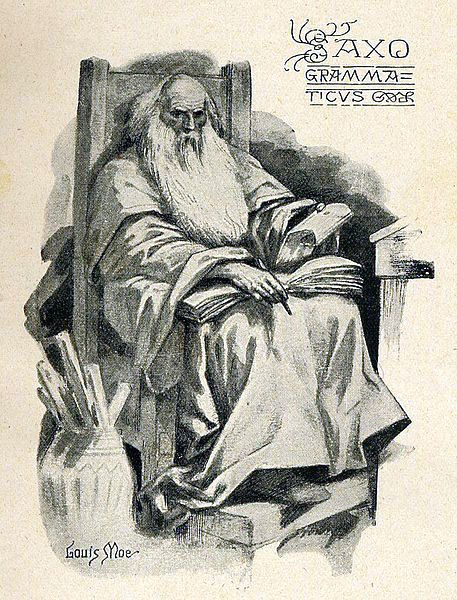
Saxo Grammaticus według szkicu Louisa Moe

Urodził się prawdopodobnie na Zelandii, a nauki odbierał we Francji. „Saxo Grammaticus” nie jest jego prawdziwym imieniem.
Zajmował się literaturą rzymską, jednak jego najważniejszym dziełem jest 16-tomowa spisana po łacinie historia Danii: Gesta Danorum. Kronika ta jest jednocześnie praktycznie jedynym świadectwem istnienia Saxo. Opisał w niej m.in. życie Słowian nadbałtyckich.
Gesta Danorum posłużyła za inspirację Szekspirowi przy tworzeniu Hamleta.